# Artéria axilar
A artéria axilar é responsável por levar o sangue oxigenado para o membro superior, para o ombro e para a região lateral do tórax. É na verdade a artéria subclávia, que muda de nome a partir da margem lateral da primeira costela, e passa assim a ser chamada de artéria axilar. Durante seu trajeto, originam-se a partir dela as artérias torácica superior, toracoacromial, artéria torácica lateral, subescapular, circunflexa anterior do úmero e circunflexa posterior do úmero. Após passar pela margem inferior do músculo redondo maior, passa a ser chamada de artéria braquial.